# Шосе Е-107
„Шосе Е-107“ е български телевизионен игрален филм от 1974 година (драма) на режисьора Никола Ковачев, по сценарий на Георги Мишев. Оператор е Христо Рачев. Музиката във филма е композирана от Кирил Дончев.

## Сюжет
70-те години на ХХ век. Инженерите Борис Миланов и Венета Колева и техникът Рашо са командировани в планината, за да подготвят трасето за прокарване на международно шосе Е-107...

## Състав

### Актьорски състав
| Роля                            | Изпълнител                               |
| ------------------------------- | ---------------------------------------- |
| каруцарят бай Винчо             | Кирил Господинов                         |
| инженер Борис Миланов           | Венцислав Кисьов (като Венцеслав Кисьов) |
| инженер Венета Колева - Венчето | Сашка Братанова                          |
|                                 | Веселин Веселинов                        |
|                                 | Евгени Димитров                          |
|                                 | Красимир Христов                         |
| Рашо                            | Мариус Донкин                            |
|                                 | Цеко Минев (като Ц. Минев)               |
|                                 | Георги Пенев (като Г. Пенев)             |
| екскурзовода от пещерата        | Иван Григоров (като Ив. Григоров)        |
|                                 | Тодор Димов (като Т. Димов)              |
|                                 | Н. Христов                               |
| купувача на сирене              | Валентин Русецки (като В. Русецки)       |
|                                 | М. Мангачев                              |
|                                 | Г. Борисов                               |
|                                 | Ж. Макаринов                             |
|                                 | Васил Антов (като В. Антов)              |
|                                 | Сия Главанакова (като С. Главанакова)    |
|                                 | З. Шивачева                              |
|                                 | Е. Опълченски                            |

и други